# Jadwiga Sójka-Ledakowicz
Jadwiga Sójka-Ledakowicz (ur. 1950, zm. 14 lutego 2020) – polska specjalistka w zakresie inżynierii materiałowej, dr hab., prof., inż..

## Życiorys
Jadwiga Sójka-Ledakowicz w 1973 ukończyła studia na Wydziale Chemicznym Politechniki Łódzkiej. W 1984 obroniła pracę doktorską i uzyskała stopień doktora nauk technicznych w dyscyplinie Chemii Włókienniczej. 1 czerwca 2015 habilitowała się na podstawie pracy zatytułowanej Modyfikacja i funkcjonalizacja materiałów włókienniczych przy wykorzystaniu procesów bio i nanotechnologicznych. Otrzymała nominację profesorską. Objęła funkcję profesora nadzwyczajnego w Sieci Badawczej ŁUKASIEWICZ – Instytutu Włókiennictwa, oraz w Instytucie Włókiennictwa.
Piastowała stanowisko dyrektora, zastępcy dyrektora, a także członka rady naukowej Instytutu Włókiennictwa.
Zmarła 14 lutego 2020.

## Życie prywatne
Jej mężem był prof. dr hab. inż. Stanisław Ledakowicz. Miała dwie córki lekarki. W wolnym czasie słuchała muzyki, zwłaszcza klasycznej. Podczas wakacyjnych podróży poznawała różne cywilizacje i ich kultury.

## Odznaczenia i wyróżnienia
- Srebrna Odznaka SWP[1]
- Złota Odznaka Honorowa SWP[1]
- Srebrny Krzyż Zasługi[1]
- Złoty Krzyż Zasługi[1]
- Krzyż Kawalerski Orderu Odrodzenia Polski[1]
- Medal im. Profesora Edmunda Nekanda Trepki[1]